# Wais Ibrahim Khairandesh
Wais Ibrahim Khairandesh (in persiano: ویس ابراهیم خیراندیش‎; 31 dicembre 1990) è un mezzofondista afghano.

## Record nazionali
- 800 metri piani: 1'53"62 ( Portland, 12 giugno 2016)
- 800 metri piani (indoor): 1'57"36 ( Portland, 18 marzo 2016)

## Palmarès
| Anno | Manifestazione      | Sede        | Evento      | Risultato | Prestazione | Note             |
| ---- | ------------------- | ----------- | ----------- | --------- | ----------- | ---------------- |
| 2015 | Mondiali            | Pechino     | 800 m piani | Batteria  | 1'59"51     |                  |
| 2016 | Mondiali indoor     | Portland    | 800 m piani | Batteria  | 1'57"36     | Record nazionale |
| 2017 | Campionati asiatici | Bhubaneswar | 800 m piani | Batteria  | 1'58"75     |                  |
| 2017 | Campionati asiatici | Bhubaneswar | 4×400 m     | Batteria  | 3'20"77     |                  |